# Lexique du hongrois
Le lexique du hongrois est formé pour 8 % de mots hérités, pour 7 % d’emprunts, pour 80 % de mots formés sur le terrain du hongrois et pour 5 % de mots d’origine inconnue.
La plupart des emprunts sont d’origine slave (27 %), suivis dans l’ordre de leur importance par ceux d’origine latine (25 %), allemande (17 %) et turcique (16 %), mais il y en aussi de langues iraniennes et romanes (italien, français, roumain), ainsi que de l’anglais. Les calques sont également un moyen important d’enrichissement du lexique hongrois.
Les moyens internes d’enrichissement du lexique sont les plus importants. Parmi ceux-ci, les plus productifs sont la création spontanée de mots (interjections, mots onomatopéiques, créations expressives), la formation spontanée de mots par dérivation et par composition, ainsi que la création consciente de mots par dérivation et par composition. Par rapport au français, la composition spontanée et la création consciente de mots ont un poids beaucoup plus grand.

## Fonds hérité
Considéré comme hérité est tout mot d’origine ouralienne, qu’il remonte à l’époque du finno-ougrien commun (Néolithique tardif) ou seulement à l’époque ougrienne (entre 1900 et 500 av. J.-C.), retenu depuis environ le milieu du Ier millénaire av. J.-C. où l’union ougrienne s’est dissoute. Le fonds hérité, sans compter les dérivés et composés, ne représente que 8 % du lexique du XXIe siècle, mais il s’agit de mots fréquents, polyvalents et qui, par dérivation, composition et d’autres procédés, sont très productifs. La plupart de ce fonds restreint fait partie du lexique de base : des verbes fondamentaux, substantifs de la nature (animaux, plantes, météo), parties du corps, famille et affinité, ainsi que des adjectifs, pronoms et nombres :
- couche ouralienne : él « vivre », én « moi », fa « arbre », fej « tête », fogoly « perdrix », hajnal « aube », hal « poisson », halni « mourir », háló « filet », íj « arc », ín « tendon », jég « glace », máj « foie », mën ~ mëgy[3] « aller », mëny « belle-sœur », nő « femme », nyíl « flèche », szëm « œil », tó « lac », vő « gendre » ;

- couche finno-ougrienne, c’est-à-dire à partir de la séparation du groupe samoyède jusqu’à la scission entre langues ougriennes et langues finno-permiennes : ad « donner », ég « ciel », epe « fiel ; bile », ëszik « manger », fajd « tétras », fiú « garçon, fils », fog « dent », héj « peau d’un fruit », iszik « boire », kés « couteau », lësz « devenir », nyelv « langue », öccs « frère cadet », öl « tuer », tél « hiver », új « nouveau » ;
- couche ougrienne : ëb « chien », fű « herbe », jön « venir », ló « cheval », mély « profond », nyereg « selle ».

## Moyens d’enrichissement du lexique

### Emprunts lexicaux
Les mots empruntés représentent quelque 7 % du lexique du hongrois actuel. Pour la plupart ils sont d’origine slave (27 %), suivis de ceux d’origine latine (25 %), allemande (17 %) et turcique (16 %).

#### Iranismes
Le hongrois a hérité bon nombre d’emprunts faits au proto-iranien à l’époque finno-ougrienne, dont agyar « défense ou dague (d’animal) », ár « valeur », ár « poinçon », ezer « mille », fejni « traire », hét « sept », kard « sabre », méz « miel », ostor « fouet », szarv « corne », száz « cent », tehén « vache », tej « lait », tíz « dix ».
Par contre, à l’époque ougrienne, la position du groupe ougrien n’a pas favorisé des contacts étroits, mais plutôt commerciaux, avec l’ancien iranien, ce qui a laissé en hongrois pas plus que six mots (par exemple arany « or » ou tál « assiette »).
À l’époque proto-hongroise tardive (200 av. J.-C.-700 apr. J.-C.), les contacts ont repris avec les langues iraniennes moyennes (sarmate, alain), ces dernières ayant légué au hongrois 45 mots, par exemple asszony « femme mariée », gazdag « riche », híd « pont », kincs « trésor », nád « roseau ». Puis, au VIIe siècle, le hongrois a emprunté des mots persans tels vám « douane », vár « château fort », vásár « foire ».

#### Turquismes
Les contacts des Hongrois avec des peuples turcs sont devenus étroits au Ve siècle. Ces peuples étaient en partie sédentaires, s’occupant aussi d’agriculture. Le nombre de mots turciques empruntés par les Hongrois avant leur établissement dans le bassin des Carpates est de 300 environ. Ils font partie de domaines variés : parties du corps, élevage, agriculture, logement, métiers, habillement, société, vie spirituelle, phénomènes naturels, faune, flore, adjectifs. Exemples : ács « charpentier », alma « pomme », bársony « velours », bér « paie », bika « taureau », boka « cheville », borz « blaireau » (l’animal), búza « blé », gyász « deuil », kapu « portail », kecske « chèvre », kender « chanvre », kos « bélier », sárga « jaune », szám « nombre », torma « raifort », etc..
Des emprunts turciques ont continué à pénétrer dans la langue hongroise après l’établissement des Hongrois dans le bassin des Carpates, par la venue dans l’État hongrois de Petchénègues et de Coumans. Des mots de leurs langues sont, par exemple, balta « hache » et kalauz « guide ».
Au XVIe siècle commencent les contacts avec les Turcs ottomans, qui culminent avec la domination de l’Empire ottoman sur la Hongrie (XVIe – XVIIe siècles). Il existe encore en hongrois quelque 30 mots d’origine turque, dont bogrács « chaudron », dívány « divan », kávé « café », kefe « brosse », pamut « coton », papucs « pantoufle », zseb « poche ».

#### Slavismes
Les Hongrois ont rencontré des Slaves dès la période de leur migration, quand ils se trouvaient au nord de la mer Noire. C’est à cette époque-là que sont entrés en hongrois des mots russes anciens tels tanya « hameau » et zátony « banc de sable ».
La plupart des mots slaves ont été empruntés au cours des deux siècles suivant l’établissement, aux Slaves rencontrés sur le territoire et à ceux du voisinage. Ces mots reflètent des changements profonds dans la vie matérielle et spirituelle, causés par la sédentarisation, étant spécifiques à de nombreux domaines : vie sociale et étatique, religion chrétienne, agriculture, élevage, métiers, habitation, alimentation, flore, faune, noms de peuples, adjectifs. Exemples : király « roi », kereszt « croix », barázda « sillon », donga « douve de tonneau », ablak « fenêtre », gomba « champignon », galamb « colombe, pigeon », görög « grec/grecque », bolond « fou/folle ».
Des mots slaves ont continué d’être empruntés par le hongrois jusqu’aux années 1950 du XXe siècle : palota « palais » (du bulgare), csésze « tasse » (du tchèque), galuska « gnocchi » (du polonais), kamat « intérêt » (rémunération d’un prêt) (du serbo-croate), lekvár « marmelade » (du slovaque), zabla « mors » (du slovène), harisnya « bas » (vêtement) (de l’ukrainien). Dans la période communiste il est entré dans la langue quelques mots russes : kulák « koulak », pufajka « veste matelassée », diszpécser (provenant à son tour de l’anglais « dispatcher ») « répartiteur ».
En hongrois commun d’aujourd’hui, il y a plus de 500 mots d’origine slave.

#### Alémanismes
L’influence de l’allemand sur le hongrois commença dès la fondation de l’État par le roi Étienne Ier de Hongrie, à la suite de liaisons dynastiques avec diverses maisons allemandes. La pénétration de mots allemands continua par l’établissement, à partir du XIIe siècle, de nombreux artisans allemands qui fondèrent les villes du pays. L’apogée de l’influence allemande fut atteint avec la domination de l’empire d'Autriche sur la Hongrie, la Transylvanie et le Banat, influence due principalement aux nombreux germanophones colonisés au XVIIIe siècle. L’influence allemande était devenue si importante, qu’un mouvement hongrois appelé de « renouvellement de la langue » (fin du XVIIIe-première moitié du XIXe siècle) eut, parmi d’autres objectifs, l’élimination des emprunts à l’allemand.
Les mots d’origine allemande appartiennent à des domaines très variés : la vie de cour, la vie militaire, les métiers, la vie urbaine, la vie sociale, l’habillement, la cuisine, l’agriculture, adjectifs. Exemples : herceg « prince », cél « cible », pék « boulanger », polgár « bourgeois, citoyen », farsang « carnaval », zokni « chaussette, socquette », sonka « jambon », karfiol « chou-fleur », barna « brun(e) ».
Le lexique du hongrois commun actuel contient environ 400 mots d’origine allemande.

#### Latinismes
À la différence des influences présentées ci-dessus, celle du latin ne s’est pas exercée par un contact populaire direct, mais par le biais de l’église et de la culture écrite, à partir de la christianisation des Hongrois dans le rite romain, et cette influence continue jusqu’au XXIe siècle par la voie de la culture. Dans la première période il s’agit du latin médiéval dans sa variante pratiquée par des missionnaires allemands et de l’Italie du nord.
Dans les mots empruntés au latin dans la première période, on peut remarquer des changements phonétiques propres au hongrois, par exemple [s] intervocalique > [ʒ] (basalicum > bazsalikom « basilic », musica > muzsika « musique »), [s] dans une autre position > [ʃ] (aprilis > április « avril », sacristia > sekrestye « sacristie »), [g] + [e] ou [i] > [ɟ͡ʝ] (angelus > angyal « ange », gingiber > gyömbér « gingembre »).
Dans les emprunts du XVIe siècle et ultérieurs, on sent la prononciation dite classicisante du latin, initiée par Érasme de Rotterdam, c’est-à-dire au lieu de [ʒ], [ʃ] et [ɟ͡ʝ], on entend respectivement [z], [s] et [g], par exemple dans rezeda, szeminárium, evangélium. À côté d’emprunts antérieurs, il apparaît leurs variantes à la prononciation changée. C’est le cas de evangélium à côté de evangyélium ou státusz à côté de státus.
Les mots d’origine latine appartiennent aux domaines suivants :
- terminologie ecclésiastique catholique : mise « messe », ostya « hostie », etc. (de la première période de l’influence latine) ;
- terminologie protestante : eklézsia « église », konfirmál « confirmer », etc. (du XVIe) ;
- école : ceruza « crayon », iskola « école » ;
- faune et flore : párduc « léopard », akác « acacia » ;
- justice : paktum, testamentum ;
- médecine : kúra « cure », patika « pharmacie » ;
- les noms des mois : január, február, etc. ;
- bâtiment : kamra « débarras, resserre », tégla « brique » ;
- sciences humaines et sociales, politique : kommentár, kongresszus.

Dans la langue commune actuelle il y a plus de 200 mots d’origine latine, mais leur nombre est beaucoup plus grand dans les terminologies des diverses sciences.

#### Romanismes

##### Italianismes
Des mots italiens ont commencé à être empruntés dès l’époque de la christianisation des Hongrois, par l’intermédiaire de prêtres d’Italie du nord. Le processus a continué à la suite de liaisons commerciales, surtout avec Venise, y compris par l’établissement de citadins italiens en Hongrie. L’influence italienne s’est accrue sous la dynastie des Anjou, puis sous Mathias Corvin, quand la culture de la Renaissance venue d’Italie s’est répandue en Hongrie, de nombreux jeunes hommes hongrois étudiaient dans des universités italiennes et les contacts ecclésiastiques étaient constants. Aux XVIe – XVIIe siècles, les contacts se sont poursuivis par la présence d’armées italiennes qui combattaient les Turcs. Au XIXe siècle, beaucoup de Hongrois ont fait leur service militaire dans l’armée autrichienne stationnée au nord de l’Italie, et des ouvriers italiens sont allés en Hongrie.
Les mots italiens proviennent surtout des dialectes du nord, ce qui se reflète dans la forme avec laquelle ils ont été pris, par exemple le traitement de [s] comme [ʃ] (castello > kastély « château »), le traitement de [z] intervocalique comme [ʒ] (riso > rizs « riz ») et la chute de [o] et de [e] finales de mot : spagnuolo > spanyol « Espagnol », doge > dús « dense » (se référant aux cheveux).
Bien qu’il ne subsiste plus que 50 mots environ dans la langue commune, ils appartiennent à des domaines variés : vie militaire (lándzsa « lance »), vie de cour et citadine (freskó « fresque », karnevál « carnaval »), commerce (piac « marché ») plantes et fruits méditerranéens (rizs « riz », füge « figue »), animaux (szamár « âne »), alimentation [torta « (grand) gâteau »].
Certains mots sont italiens à l’origine, mais entrés en hongrois par l’intermédiaire de l’allemand : banda « bande (de malfaiteurs) », szalámi « saucisson ».

##### Francismes
Les contacts franco-hongrois ont connu deux périodes principales : aux XIe – XIIe siècles et aux XVIIIe – XIXe siècles, mais ont eu un caractère populaire réduit. Dans la première période ils étaient dus aux courtisans accompagnant les rois d’Anjou, aux ordres religieux de France établis en Hongrie aussi, ainsi qu’à des citadins, surtout wallons. Les mots qui subsistent de cette période sont fort peu nombreux. Un exemple en est tárgy, de l’ancien français « targe », pris avec le sens « bouclier », utilisé plus tard avec le sens « cible » aussi, ayant aujourd’hui le sens « objet ». Dans la seconde période, on a emprunté directement des mots comme bizsu « bijou » ou rúzs « rouge à lèvres », mais il y en a davantage qui sont entrés par l’intermédiaire de l’allemand : blúz « blouse », butik « boutique », naiv « naïf/naïve », etc.

##### Roumanismes
Les mots d’origine roumaine sont entrés en hongrois à la suite du contact populaire dû au voisinage. Leur nombre est controversé. De toute façon, leur grande majorité se trouve seulement dans les dialectes hongrois de Roumanie. Dans la langue commune de Hongrie il n’y en a qu’une dizaine, dont : áfonya « myrtille », furulya « flûte », pakura « mazout », palacsinta « crêpe », tokány « ragoût ».

#### Anglicismes
Les premiers mots anglais entrent en hongrois au début du XIXe siècle, quand l’Angleterre est prise pour modèle par les aristocrates réformistes de l’époque. Vers le milieu du siècle il paraît aussi des articles de presse sur l’Amérique du Nord et au XXe siècle des mots sont importés par des émigrants qui y étaient partis et en étaient retournés. Cependant, les emprunts à l’anglais se font plutôt par des écrits politiques, scientifiques et techniques. De la fin du XIXe aux années 1930, on emprunte beaucoup de mots du domaine des sports (futball « football », korner « corner », meccs « match », etc.) qui seront remplacés plus tard par des mots créés en hongrois, du moins dans la langue standard. D’autres emprunts relativement anciens et qui ont subsisté sont hobbi « passe-temps », lift « ascenseur », etc. Depuis les années 1990, l’influence culturelle américaine se manifeste entre autres par l’entrée dans la langue commune de mots de l’économie et de l’informatique : bróker « courtier », díler « concessionnaire ; dealer », hardver « matériel informatique », szoftver « logiciel », etc.
La catégorie de mots anglais illustrée par les exemples ci-dessus, entrés directement en hongrois, est en fait moins importante que celle des mots empruntés par l’intermédiaire de l’allemand, par exemple : buldog « bouledogue », dzsem « confiture », komfort « confort », víkend « week-end », etc.

#### Mots internationaux
À partir de la seconde moitié du XVIIIe siècle, des transformations profondes ont lieu en Europe, dans la culture, les techniques et les sciences, ce qui mène à l’apparition de notions et d’objets nouveaux. Par leur diffusion, leurs appellations aussi se répandent en beaucoup de langues, conservant plus ou moins leur forme d’origine et devenant ainsi internationaux. Ce processus s’accélère de plus en plus par le développement des transports, des télécommunications, de la presse écrite, de la radiodiffusion, de la télévision et de l’internet. C’est l’anglais, le français et l’allemand qui ont le plus contribué à la diffusion de ces mots. Plusieurs milliers en sont passés des terminologies de spécialité dans la langue commune.
Le plus souvent, on ne sait pas exactement de quelle langue les mots internationaux sont entrés directement en hongrois, mais seulement quelle est leur langue d’origine. Par ordre décroissant de la quantité de mots fournis, ces langues sont :
- le grec : automata, demokrácia, energia, klinika, telefon, etc. ;
- le latin : akvárium, intelligens, kábel, kompót, motor, etc. ;
- le français : büfé, garázs, kabin, kamion, vitrin, etc. ;
- l’anglais : csekk, detektív, diszkó, gól, lézer ;
- l’italien : akvarell, bravúr, karikatúra, kaszinó, etc. ;
- l’arabe : algebra, alkohol, azúr, etc. ;
- le russe : mamut, steppe (avec la variante sztyepp) ;
- l’espagnol : barakk, merinó, platina ;
- le hindi : dzsungel « jungle » ;
- le persan : kaviár.

### Calques lexicaux
Une partie des calques lexicaux sont des créations populaires spontanées apparues dans des conditions de bilinguisme. Les autres sont des créations conscientes de linguistes et d’écrivains. Beaucoup de tels calques sont apparus à l’époque du « renouvellement de la langue », afin de remplacer le plus possible d’emprunts d’origine latine et allemande. La plupart des calques ont pour base des mots des langues dont provient la majorité des emprunts. Les calques d’après des mots slaves sont les plus anciens, ceux d’après des mots latins sont pour la plupart créés après le XVIIIe siècle et les calques les plus nombreux ont pour base des mots allemands.

#### Calques structuraux
Ces calques consistent en la traduction totale ou partielle de mots composés ou dérivés de la langue d’origine. Il y a trois catégories principales de tels calques :
- Les calques totaux partent de mots étrangers composés ou dérivés avec des préfixes, dont les éléments sont rendus par des mots déjà existants en hongrois : virágvasárnap « dimanche des Rameaux » litt. « dimanche des fleurs » (cf. serbo-croate Cvetna nedelja) ; madártej « œufs à la neige » litt. « lait d’oiseau » (cf. latin lacta gallinaceum), mássalhangzó « consonne » (litt. « sonnant avec un autre ») (cf. lat. consonans), anyanyelv « langue maternelle » (cf. allemand Muttersprache), befolyás « influence » litt. « coulage vers l’intérieur » (cf. all. Einfluß).
- Les calques partiels conservent un élément de la langue d’origine : agrárkérdés « question agraire » (cf. all. Agrarfrage), tonhal « thon » litt. « poisson thon » (cf. all. Thunfisch).
- Les calques simples ont pour modèles des mots dérivés avec des suffixes, qui donnent des mots ayant une structure semblable : anyag « matière » (← anya « mère » + -g), cf. lat. materia (← mater + -ia) ; pincér « serveur », cf. all. Kellner.

#### Calques sémantiques
Le calque sémantique est un procédé par lequel un mot existant dans la langue se voit attribuer un sens nouveau sous l’influence du sens du mot étranger correspondant. Ainsi, par exemple, le mot világ qui avait le sens « lumière » a reçu aussi le sens « monde », sous l’influence du mot slave světъ « lumière ; univers ». Dans la langue actuelle, le mot világ ne signifie plus que « monde », pour le sens « lumière » s’étant formé un dérivé de ce mot, világosság. D’autres calques sémantiques : akna « 1. galerie de mine ; 2. mine (arme explosive) » (le deuxième sens cf. all. Mine) ; alak (sens initial « 1. poupée ; 2. masque », sens actuel « forme », cf. all. Gestalt).

### Moyens internes d’enrichissement du lexique

#### La création spontanée de mots
Les mots créés spontanément ne sont pas fondés sur des éléments hérités ou empruntés, mais sont l’expression de sentiments par des manifestations sonores spontanées, l’imitation de bruits ou la suggestion par certains complexes sonores de contenus affectifs supplémentaires, à côté de contenus notionnels. Dans la langue commune il y a quelques centaines de tels mots.

##### Interjections
Ce sont à l’origine des manifestations sonores non-articulées exprimant la joie, la douleur, la colère, l’étonnement, la déception, etc., qui ont acquis au cours du temps une forme sonore articulée. À cause de leur origine, certains de ces mots se ressemblent dans diverses langues sans qu’il s’agisse d’emprunts. Des exemples de telles interjections sont á, hé, ó, pszt, etc., dans le cas desquelles il y a de encore un rapport étroit entre le sens (la fonction) et la forme sonore. Pour d’autres interjections, ce rapport ne peut plus être établi, par exemple pour ejnye (employé de façon répétée, pour exprimer un reproche) ou pour nosza « allez ».
Certaines interjections ont donné d’autres mots par dérivation, surtout des verbes : jaj « aïe » → jajgat « crier de douleur », ó → óhajt « désirer ».

##### Mots onomatopéiques
Ces mots ont pour radical l’imitation de bruits par des complexes sonores articulés, sans que ce soit toujours des onomatopées utilisées d’une façon autonome. La plupart sont des verbes dérivés de tels complexes sonores. Pour la majorité, le rapport entre la forme sonore et le bruit imité est évident [pukkan « éclater », sziszeg « siffler » (serpent)], pour d’autres ce rapport s’est estompé : hasad « se fendre », tapos « fouler aux pieds) ». D’autres verbes onomatopéiques :
- dérivés de cris d’animaux : bőg « mugir ; rugir », gágog « cacarder », nyávog « miauler », etc. ;
- dérivés de manifestations sonores humaines : dadog « bégayer », dúdol « fredonner », súg « chuchoter », etc. ;
- dérivés de manifestations sonores animales et humaines : csámcsog « faire claquer la langue en mangeant », fütyül « siffler », horkol « ronfler », kortyol « boire à gorgées » ;
- dérivés d’autres bruits : dörög « tonner », duruzsol « chanter » (l’eau quand elle bout), süvít « siffler » (le vent), zörög « produire un bruit de ferraille ».

Les noms onomatopéiques sont beaucoup moins nombreux que les verbes. Certains se sont formés par dérivation régressive à partir de verbes : (korty « gorgée » ← kortyol), d’autres par création consciente à partir de verbes (zörej « bruit de ferraille » ← zörög). Certains noms d’animaux se sont formés par l’imitation de leurs cris : kakukk « coucou », pacsirta « alouette », rigó « merle ».
Une catégorie à part est constituée par les mots utilisés pour faire venir, mener ou faire partir certains animaux : cic (pour faire venir le chat), csi (pour faire venir les poulets), hess (pour faire partir les oiseaux), sicc (pour faire partir le chat). Certains noms d’animaux son dérivés de tels mots : cica « chat » (langage des enfants), csirke « poussin, poulet », héja « autour » (d’un mot pour faire partir l’oiseau).

##### Créations expressives
Ce sont des mots qui ajoutent, par leur forme sonore, des contenus affectifs aux contenus notionnels qu’ils portent. De tels mots élargissent beaucoup en hongrois l’aire des nuances de sens. C’est surtout le cas de verbes qui rendent des mouvements et des états, avec des nuances qui expriment la lenteur, l’hésitation, le ridicule, etc. Exemples pour :
- « aller » : baktat « trotter à pas lents », bandukol « aller tout doucement », biceg « clopiner », kecmereg « traînasser »: totyog « trottiner » (enfant commençant à marcher), etc. ;
- « être assis » : csücsül « faire sisite » (langage enfantin), kuksol « être assis à croupetons », kuporog « être assis à croupetons ; se tenir perché sur une branche » ;
- des mouvements de la bouche : motyog « balbutier », tát « ouvrir largement la bouche », vicsorog « grincer des dents ; montrer ses crocs » ;
- des mouvements des yeux : pillant « jeter un coup d’œil », pislog « ciller » ;
- des vibrations : bizsereg « picoter », didereg « grelotter (de froid) », hemzseg « grouiller ».

Il y a aussi des adjectifs créations expressives dépréciatives : bamba « balourd(e) », nyiszlett « gringalet », pipogya « chiffe molle », sunyi « chafouin(e) ».
Sont également des créations expressives les mots du langage des petits enfants et de celui utilisé par les adultes avec ces enfants, dont certains sont passés dans la langue commune : báb « marionnette », baba « bébé ; poupée », pép « boullie », etc.

#### La formation de mots
Ce procédé interne d’enrichissement du lexique consiste à combiner des éléments déjà existants dans la langue pour obtenir des mots nouveaux. Ces éléments peuvent être hérités, empruntés, calqués ou créés.

##### La dérivation
Ce procédé est très développé en hongrois. Dans cette langue, il se fait par suffixation.
D’un côté, un radical peut recevoir des suffixes lexicaux différents. Par exemple, à partir de la radical szem « 1. œil ; 2. grain » il y a les dérivés szemcse « granule », szemecske « 1. petit œil ; 2. granule », szemelget « grappiller », szemereg « il bruine », szemerkél « il bruine », szemes « en grains », szemez « 1. écosser ; 2. (fam.) faire de l’œil à quelqu’un », szemlél « examiner du regard », szemölcs « verrue », etc. D’un autre côté, un mot déjà dérivé peut recevoir d’autres suffixes lexicaux, par exemple szemölcs + -s → szemölcsös « verruqueux(euse) ». Exemple de dérivation plus complexe : ad « donner » + -at → adat « donnée, information » + -ol → adatol « documenter » + -hat → adatolhat « pouvoir documenter » + -atlan → adatolhatatlan « impossible à documenter » + -ság → adatolhatatlanság « impossibilité à documenter ».
Certains suffixes forment des mots d’une nature différente de celle du mot de base, d’autres – des mots de même nature. Les suffixes lexicaux sont très nombreux, mais pas tous sont productifs. Sont productifs les suivants :
Suffixes formateurs de noms
| Suffixe     | Nature du mot de base | Caractère du mot dérivé | Exemples                                                                                |
| ----------- | --------------------- | ----------------------- | --------------------------------------------------------------------------------------- |
| -ság/-ség   | adjectif              | nom abstrait            | szépség « beauté »                                                                      |
| -ság/-ség   | nom                   | nom abstrait            | barátság « amitié »                                                                     |
| -itás       | adjectif emprunté     | nom abstrait            | modernitás « modernité »                                                                |
| -ka/-ke     | nom                   | diminutif               | leányka « fillette », egérke « petite souris »                                          |
| -cska/-cske | nom                   | diminutif               | fiúcska « garçonnet », könyvecske « petit livre »                                       |
| -i          | prénom de personne    | diminutif               | Feri (← Ferenc « François »), Erzsi (← Erzsébet « Élisabeth »)                          |
| -s          | nom                   | nom d’occupation        | órás « horloger »                                                                       |
| -s          | nom                   | nom de chiffre/nombre   | százas « cent »                                                                         |
| -ás/-és     | verbe                 | nom de procès complexe  | a lány megoperálása « l’intervention chirurgicale effectuée sur la fille »              |
| -ás/-és     | verbe                 | nom de procès simple    | olvasás « lecture »                                                                     |
| -ás/-és     | verbe                 | nom de résultat         | bemélyedés « (r)enfoncement »                                                           |
| -ó/-ő       | verbe                 | nom d’agent             | a levél írója « celui/celle qui (a) écrit la lettre »                                   |
| -ó/-ő       | verbe                 | nom d’occupation        | A levél írója nem volt író. « Celui/Celle qui a écrit la lettre n’était pas écrivain. » |
| -ó/-ő       | verbe                 | nom d’instrument        | evező « aviron »                                                                        |

Suffixes formateurs d’adjectifs
| Suffixe                    | Nature du mot de base                                 | Nature du mot de base                            | Sens du mot dérivé                                                       | Exemples |
| -------------------------- | ----------------------------------------------------- | ------------------------------------------------ | ------------------------------------------------------------------------ | --- |
| -atlan/-etlen              | verbe transitif direct                                | verbe transitif direct                           | adjectif privatif                                                        | megíratlan « non-écrit(e) », neveletlen « mal élevé(e) »                                                                                       |
| -tlan/-tlen, -talan/-telen | nom                                                   | terminé en voyelle                               | adjectif privatif                                                        | sótlan « pas salé(e) », nőtlen « célibataire » (litt. « sans femme »)                                                                          |
| -tlan/-tlen, -talan/-telen | nom                                                   | terminé en consonne                              | adjectif privatif                                                        | lombtalan « sans feuillage », víztelen « sans eau »                                                                                            |
| -i                         | nom                                                   | d’occupation                                     | adjectif de relation                                                     | tanári « enseignant(e), professoral(e) » |
| -i                         | nom                                                   | de fonction                                      | adjectif de relation                                                     | elnöki « présidentiel(le) » |
| -i                         | nom                                                   | d’établissement, d’institution                   | adjectif de relation                                                     | egyetemi « universitaire » |
| -i                         | nom                                                   | toponyme                                         | adjectif de relation                                                     | balatoni « du lac Balaton » |
| -i                         | nom                                                   | abstrait                                         | adjectif de relation                                                     | pihenési « de repos » |
| -i                         | nom                                                   | de domaine d’activité                            | adjectif de relation                                                     | teológiai « téologique » |
| -i                         | nom                                                   | de période de temps                              | adjectif de relation                                                     | nyári « d’été » |
| -i                         | nom                                                   | de personnalité                                  | adjectif de relation                                                     | bartóki « bartókien(ne) », József Attila-i « d’Attila József, caractéristique pour A. József »                                                 |
| -beli                      | nom                                                   | de pays, de continent, de ville                  | adjectif d’appartenance                                                  | németországbeli « qui se trouve en Allemagne », afrikabeli « qui se trouve en Afrique », varsóbeli « qui se trouve dans la ville de Varsovie » |
| -beli                      | nom                                                   | d’établissement, d’institution                   | adjectif d’appartenance                                                  | parlamentbeli « qui se trouve dans le parlement »                                                                                              |
| -beli                      | nom                                                   | de domaine d’activité                            | adjectif d’appartenance                                                  | építészetbeli « du domaine de l’architecture »                                                                                                 |
| -beli                      | nom                                                   | collectif                                        | adjectif d’appartenance                                                  | csoportbeli « à l’intérieur du groupe » |
| -s                         | nom                                                   | d’objet, d’instrument, d’animal, de plante       | qui détient ou est muni de ce que le mot de base dénomme                 | sapkás « à casquette » ; dobos « avec un tambour » ; kutyás « avec un chien », bokros « buissonneux »                                          |
| -s                         | nom                                                   | de type d’institution, d’organisation, de groupe | qui appartient à ou active dans ce que dénomme le mot de base            | főiskolás « élève d’école supérieure », fideszes « membre du parti Fidesz »                                                                    |
| -s                         | nom                                                   | de période de temps                              | en relation avec la période dénommée par le mot de base                  | éves « annuel(le) » |
| -s                         | nom                                                   | emprunté terminé en -(ác)ió                      | en relation avec la notion dénommée par le mot de base                   | privatizációs « concernant la privatisation »                                                                                                  |
| -s                         | adjectif                                              | de couleur                                       | à caractéristiques qui ressemblent à celles exprimées par le mot de base | kékes « bleuâtre » |
| -s                         | adjectif                                              | ethnonyme                                        | à caractéristiques qui ressemblent à celles exprimées par le mot de base | svédes « qui ressemble à quelque chose de suédois / à un(e) Suédois(e) »                                                                       |
| -s                         | adjectif                                              | dérivé d’un toponyme, avec le suffixe -i         | à caractéristiques qui ressemblent à celles exprimées par le mot de base | párizsias « qui ressemble à quelque chose de parisien / à un(e) Parisien(ne) »                                                                 |
| -jú/-jű                    | nom déterminé par un adjectif qualificatif ou numéral | terminé en voyelle                               | qui détient quelque chose                                                | nagy erejű « d’une grande force » |
| -ú/-ű                      | nom déterminé par un adjectif qualificatif ou numéral | terminé en consonne                              | qui détient quelque chose                                                | nagy orrú « au gros nez » |
| -nyi                       | nom concret                                           | nom concret                                      | caractérisé par une certaine quantité ou dimension                       | egy pohárnyi « un verre » (tant qu’il contient), egy méternyi « d’un mètre »                                                                   |

Suffixes formateurs de verbes
| Suffixe                                       | Nature du mot de base                  | Nature du mot de base           | Sens du mot dérivé                                                    | Exemples |
| --------------------------------------------- | -------------------------------------- | ------------------------------- | --------------------------------------------------------------------- | --- |
| -z(ik)                                        | nom                                    | nom                             | s’occuper à quelque chose                                             | programoz « programmer » (dans l’informatique), diszkóz(ik) « aller à la discothèque » (itératif)                    |
| -l                                            | nom                                    | nom                             | s’occuper à quelque chose                                             | bokszol « faire de la boxe »                                                                                         |
| -l                                            | verbe étranger                         | verbe étranger                  | s’occuper à quelque chose                                             | printel « imprimer » (avec une imprimante)                                                                           |
| -ál                                           | verbe étranger                         | verbe étranger                  | s’occuper à quelque chose                                             | formattál « formater »                                                                                               |
| -kodik/-kedik/-ködik, -skodik/-skedik/-sködik | nom                                    | d’occupation, de fonction       | se comporter en accord avec ce que le mot de base dénomme             | kertészkedik « jardiner », diákoskodik « être étudiant », mérnökösködik « travailler en tant qu’ingénieur »          |
| -kodik/-kedik/-ködik, -skodik/-skedik/-sködik | adjectif caractérisant un trait humain | dérivé avec le suffixe -s       | se comporter en accord avec le trait exprimé par le mot de base       | aggályoskodik « s’inquiéter »                                                                                        |
| -kodik/-kedik/-ködik, -skodik/-skedik/-sködik | adjectif caractérisant un trait humain | dérivé avec un suffixe privatif | se comporter en accord avec le trait exprimé par le mot de base       | hűtlenkedik « se comporter de façon infidèle »                                                                       |
| -gat/-get                                     | verbe d’action                         | aspect sécant                   | action de valeur réduite                                              | olvasgat « lire » (de temps en temps et/ou superficiellement)                                                        |
| -gat/-get                                     | verbe d’action                         | aspect non-sécant               | action itérative                                                      | vereget « battre »                                                                                                   |
| -g                                            | radical onomatopéique                  | radical onomatopéique           | action sécante                                                        | dörög « tonner » |
| -n                                            | radical onomatopéique                  | radical onomatopéique           | action non-sécante                                                    | dörren « détoner »                                                                                                   |
| -odik/-edik/-ödik                             | adjectif                               | adjectif                        | commencer à devenir conforme à la qualité exprimée par le mot de base | magasodik « se hausser », sötétedik « s’assombrir »                                                                  |
| -ít                                           | adjectif                               | adjectif                        | faire avoir la qualité exprimée par le mot de base                    | magasít « hausser », sötétít « assombrir »                                                                           |
| -sodik/-sedik/-södik                          | adjectif dérivé d’un ethnonyme         | adjectif dérivé d’un ethnonyme  | commencer à devenir conforme à la qualité exprimée par le mot de base | németesedik « se germaniser »                                                                                        |
| -sít                                          | adjectif dérivé d’un ethnonyme         | adjectif dérivé d’un ethnonyme  | faire avoir la qualité exprimée par le mot de base                    | németesít « germaniser »                                                                                             |
| -izál                                         | adjectif emprunté                      | adjectif emprunté               | faire avoir la qualité exprimée par le mot de base                    | modernizál « moderniser »                                                                                            |
| -(t)at/-(t)et                                 | verbe actif                            | verbe actif                     | verbe factitif                                                        | mosat « faire laver », nézet « faire regarder », dolgoztat « faire travailler », feleltet « questionner » (un élève) |
| -ódik/-ődik                                   | verbe actif                            | verbe actif                     | verbe moyen                                                           | becsukódik « se fermer », elintéződik « se régler, se résoudre »                                                     |
| -kodik/-kedik/-ködik                          | verbe actif                            | verbe actif                     | verbe réfléchi                                                        | mosakodik « se laver », fésülködik « se peigner »                                                                    |

Suffixes formateurs d’adverbes
| Suffixe   | Nature du mot de base   | Nature du mot de base   | Sens du mot dérivé               | Exemples                                                              |
| --------- | ----------------------- | ----------------------- | -------------------------------- | --------------------------------------------------------------------- |
| -n        | adjectif                | non-dérivé              | la manière dont un procès a lieu | vidáman « gaiment »                                                   |
| -n        | adjectif                | dérivé                  | la manière dont un procès a lieu | szabályszerűen « de manière règlementaire »                           |
| -ul/-ül   | adjectif                | dérivé d’un ethnonyme   | la manière dont un procès a lieu | olaszul « en italien »                                                |
| -ul/-ül   | adjectif                | à suffixe privatif      | la manière dont un procès a lieu | elkerülhetetlenül « inévitablement »                                  |
| -lag/-leg | adjectif dérivé avec -i | adjectif dérivé avec -i | « du point de vue »              | logikailag « logiquement », művészileg « du point de vue artistique » |
| -kor      | nom exprimant un procès | nom exprimant un procès | le moment du procès              | megérkezéskor « à l’arrivée »                                         |

##### La composition
Ce procédé est beaucoup plus fréquent en hongrois qu’en français. Au syntagme nom + complément du nom du français il correspond souvent un mot composé en hongrois.
La plupart des mots composés ont un élément de base qui est toujours en dernière position et détermine la fonction syntaxique du mots et ses traits morphologiques, étant essentiel également pour déterminer le sens du mot composé.
Du point de vue de la nature des mots dont on peut former des mots composés, il y a les combinaisons productives suivantes :
- nom + nom : bankautomata « guichet automatique bancaire », pénzmosás « blanchiment d’argent » ;
- adjectif + nom : kismama [← kis « petit(e) » + mama « maman »] « femme enceinte », melegház [← meleg « chaud(e) » + ház « maison »] « serre » ;
- nom + adjectif : oszlopmagas « haut(e) comme un poteau », tündérszép « belle comme une fée » ;
- adjectif + adjectif : sötétkék [← sötét « foncé(e) » + kék « bleu(e) »] « bleu foncé », világoslila [← világos « clair(e) » + lila « violet »] « violet clair ».

Une catégorie à part est constituée par les compositions d’un élément qui, bien qu’il ait un sens lexical, ne peut constituer un mot autonome, et un mot proprement-dit. La plupart des éléments non-autonomes sont premiers : alhadnagy « sous-lieutenant », álnév « pseudonyme », belkereskedelem « commerce intérieur », külkereskedelem « commerce extérieur », előszó « avant-propos, préface », főkönyvelő « chef comptable », gyógymód « procédé thérapeutique », közvélemény « opinion publique », mellékhatás « effet secondaire », önkritika « autocritique », összlétszám « effectif total », távirányítás « télécommande », utószezon « arrière-saison ». D’autres éléments non-autonomes sont derniers : bogárféle « espèce d’insecte », tojásféle « sorte d’œuf ».
Selon les rapports entre les composants, on peut établir plusieurs catégories de mots composés :
- Les compositions organiques ont des éléments entre lesquels il y a un rapport syntaxique. De ce points de vue il y a :
  - des compositions subordonnantes :
    - à sujet, dont sont productives celles du type porlepte [← por « poussière » + lepte « couvert(e) »] « couvert(e) de poussière » ;
    - à objet : egyetért (← egyet « un » + ért « comprendre ») « être d’accord », favágó (← fa « arbre, bois » + vágó « coupeur ») « bûcheron », fejcsóválva (fej « tête » + csóválva « en secouant ») « en secouant la tête », kerékgyártó (← kerék « roue » + gyártó « producteur ») « charron » ;
    - à complément : gyorsúszó [← gyors « rapide » + úszó « nageur(euse) »] « nageur(euse) rapide », kézenfogva (← kézen « par la main » + fogva « en tenant ») « en se tenant par la main », napraforgó (← napra « vers le soleil » + forgó « qui tourne ») « tournesol », rostonsült [← roston « sur gril » + sült « rôti(e) »] « grillade », ujjáépítés (← ujjá « pour que cela devienne nouveau » + építés « construction ») « reconstruction », zsírmentes [← zsír « graisse » + mentes « dépourvu(e) de »] « sans graisse » ;
    - à épithète : teáscsésze (← teás « à thé » + csésze « tasse ») « tasse à thé », öttusa (← öt « cinq » + tusa « combat ») « pentathlon », százlábú (← száz « cent » + lábú « à pattes ») « myriapode », háztető (← ház « maison » + tető « toit ») « toit de maison », tojásfehérje (← tojás « œuf » + fehérje « le blanc de ») « blanc d’œuf » ;
    - à rapport syntaxique non-précisable : gázfűtés (← gáz « gaz » + fűtés « chauffage ») « chauffage au gaz », lépcsőház (← lépcső « escalier » + ház « maison ») « escalier d’immeuble », útlevél (← út « chemin, route » + levél « feuille ») « passeport » [Parmi ces compositions il y a beaucoup de calques d’après des mots composés allemands, par exemple lámpaláz (← lámpa « lampe » + láz « fièvre ») « trac ».] ;

  - des compositions coordonnantes : ;
    - proprement-dites, qui sont complètement soudées, seul le dernier composant pouvant recevoir des suffixes : adásvétel « achat-vente », rabszolga [← rab « captif(ive) » + szolga « domestique »] « esclave », testvér (← test « corps » + vér « sang ») « frère/sœur » ;
    - par redoublement d’un mot : egy-egy « un(e) pour chacun(e) », egyszer-egyszer « parfois » (litt. « une fois-une fois »), ki-ki « chacun(e) séparément » (litt. « qui-qui »), már-már « presque » (litt. « déjà-déjà ») ;
    - par répétition du radical d’un mot : körös-körül « tout autour », régestelen-régen « il y a très longtemps » ;
    - par répétition d’un mot et sa déformation dans l’une des occurrences : izeg-mozog « frétiller » (le premier composant est la déformation du second, qui signifie « remuer »), gizgaz « mauvaise herbe » (le premier composant est la déformation du second, de même sens que le mot composé, mais moins expressif), mendemonda « racontar » (le premier composant est la déformation du second, qui signifie « légende ») ;
    - par association de deux mots entre lesquels il y a une ressemblance morphologique, ayant le même suffixe, et qui sont souvent dans une relation antonymique : égen-földön « partout » (litt. « au ciel-sur terre »), éjjel-nappal « jour et nuit », hegyes-völgyes « vallonné(e) » (litt. « à collines-à vallées »), jól-rosszul « tant bien que mal », süt-főz (süt « faire cuire au four » + főz « faire cuire à l’eau ») « faire la cuisine ».
- Les compositions non-organiques sont formées de mots soudés entre eux sans rapport syntaxique conservé dans le cadre du mot composé. Elles peuvent être :
  - formées de mots se trouvant au début de textes fréquents dans l’usage, par exemple de prières : hiszekegy (← hiszek « je crois » + egy « un ») « crédo », miatyánk « Notre Père », ábécé « alphabet », egyszeregy (← egyszer « une fois » + egy « un ») « table de multiplication » ;
  - des pronoms et des conjonctions formés d’éléments fréquemment utilisés en succession dans le passé et qui ont fini par se souder : bárki « quiconque », valaki « quelqu’un », hanem (← ha « si » + nem « non ») « mais », holott (← hol « où » + ott « là-bas ») « alors que », mégis (← még « encore » + is « aussi ») « quand même » ;
  - formées de syntagmes ou même de phrases dont les membres se sont soudés et qui sont parfois déformés : fogdmeg (← Fogd meg! « Attrape-le ! ») « sbire », keljfeljancsi (← Kelj fel, Jancsi! « Lève-toi, Jancsi ! ») « poussah », mitugrász (← Mit ugrálsz? « Qu’est-ce que tu as à sautiller ? ») « agité(e) », nebáncsvirág (Ne bánts! « Ne me fais pas de mal ! » + virág « fleur ») « personne trop sensible », nefelejcs (← Ne felejts! « N’oublie pas ! ») « ne m’oubliez pas, myosotis ».

- Il y a aussi des compositions situées entre les organiques et les non-organiques, formées d’un type de mot nominal et d’une postposition. Dans celles-ci on peut constater un certain rapport de subordination, mais leur formation est en fait due à leur succession dans la phrase : délelőtt « matinée », délután « après-midi », holnapután « après-demain », tegnapelőtt « avant-hier ».

Tous les mots composés n’ont pas les éléments pareillement soudés. Ceux qui sont bien soudés se voient ajouter les suffixes grammaticaux et lexicaux seulement au dernier élément. C’est le cas des compositions subordonnantes [jóindulat « bonne volonté », jóindulatú « bienveillant(e) », jóindulatúak « bienveillant(e)s », jóindulatúbb « plus bienveillant(e) »] ; des compositions coordonnantes proprement-dites (rabszolga « esclave », rabszolgák « esclaves », a rabszolgáknak « aux esclaves »), des noms composés non-organiques (fogdmeg « sbire », fogdmegek « sbires ») ; des noms composés intermédiaires : délután « après-midi », délutánok « après-midis ». Dans les mots composés moins soudés, les deux membres reçoivent le même suffixe. C’est le cas des compositions organiques coordonnantes formées de verbes : jön-megy « il/elle va et vient », jönnek-mennek « ils/elles vont et viennent ».
Il y a aussi des mots composés d’un mot déjà composé + un mot simple, par exemple sárgadinnye (← sárga « jaune » + dinnye « pastèque ») « melon » + termesztés « culture » (agricole) → sárgadinnye-termesztés « culture du melon », voire de deux mots composés, par exemple rendőrzenekar « orchestre de(s) policiers », de rendőr « policier » (← rend « ordre » + őr « gardien ») + zenekar « orchestre » (← zene « musique » + kar « chœur »).

##### Autres procédés de création spontanée de mots
- Certains mots ont été créés par la lexicalisation de formes suffixés d’autres mots : fehérje (← fehér « blanc » + le suffixe possessif -je) « blanc d’œuf ; protéine », hátul (← hát « dos, arrière » + -ul) « à l’arrière », jobb [← jó « bon(ne) » + le suffixe du degré comparatif -bb) « droit(e) » (contraire de « gauche »), soká (← sok « beaucoup » + -á) « longtemps ». Ce n’est pas un procédé productif.

- Par dérivation régressive (suppression d’un suffixe) se sont créés :
  - des noms à partir de verbes : kapa « houe » ← kapál « biner », parancs « ordre » ← parancsol « ordonner », vád « accusation » ← vádol « accuser », fütty « sifflement » ← füttyent « siffler », pír « rougeur des joues » ← pirul « rougir » ;
  - des verbes à partir de noms composés : gyorsír « sténographier » ← gyorsírás « sténographie », képvisel « représenter » ← képviselő « représentant(e), député(e). Ce procédé est toujours productif : hőszigetelés « isolation thermique » → hőszigetel « effectuer une isolation thermique ».

- Certains mots se sont formés par élimination de l’élément principal d’un mot composé ou du terme régent d’un syntagme : feketekávé (litt. « café noir ») → fekete « café », kölnivíz « eau de Cologne » → kölni, napkelet « lever du soleil » → kelet « orient, est ».
- Un autre procédé est la différenciation sémantique de variantes phonétiques d’un mot. Par exemple, le mot szarv ~ szaru signifiait « corne » avec deux sens que ce mot a en français : « • Excroissance dure, pointue et paire ornant la tête de certains mammifères et servant d'arme offensive ou défensive. ; • Substance (kératine) constituant des zones superficielles (cals) ou des organes durs (sabot, ongle, griffe, corne) et employée dans l'industrie[29]. » Les sens des deux variantes se sont différenciés : szarv s’est spécialisé dans le premier sens et szaru dans le deuxième. Autres formations de ce genre : bozótos « brouissailleux(euse), couvert de broussailles » ~ bozontos « broussailleux » (se référant aux cheveux) ; csekély « de peu d’importance » ~ sekély « peu profond » (se référant à l’eau) ; gomb « bouton » (de vêtement) ~ gömb « sphère, globe » ; lobog « 1. flamboyer ; 2. flotter (se référant à un drapeau) » ~ lebeg « planer » ; nevel « élever, éduquer » ~ növel « accroître, augmenter, agrandir ».

##### La création consciente de mots

###### Mots créés par dérivation ou composition
Les mots ainsi créés ont pour base des mots existant dans la langue, cependant, ils ne sont pas apparus spontanément, mais ont été proposés par des lettrés, surtout écrivains et linguistes. Les créateurs de beaucoup de tels mots sont connus. Ce moyen interne d’enrichissement du lexique s’applique au cours de la traduction de textes étrangers ou avec l’intention de créer des termes de spécialité. Cette tendance était manifeste surtout vers la fin du XVIIIe siècle et au début du XIXe, la première période du mouvement de « renouvellement de la langue », quand on a créé quelque 8 500 mots, dont la plupart a disparu depuis. Exemples de mots créés par l’écrivain Ferenc Kazinczy, qui ont subsisté : alkalom « occasion », édeskés « douceâtre », egyesület « association », évszak « saison », felvonás « acte (de pièce de théâtre) », füzet « cahier », hálás « reconnaissant », kedvenc « favori(te) », keringő « valse ».
Vers le milieu du XXe siècle il a commencé à se manifester une tendance à remplacer les termes sportifs étrangers par des mots hongrois. C’est alors que sont apparus les mots jégkorong (← jég « glace » + korong « disque ») « hockey sur glace », röplabda (← röp radical du verbe röpül « voler » + labda « ballon ») « voleyball », labdarúgás (litt. « frappe du ballon avec le pied ») « football », vízilabda (litt. « ballon d’eau ») « water-polo », etc. La tendance à éviter les mots étrangers et à créer leurs équivalents continue au XXIe siècle : csontritkulás (litt. « raréfaction des os ») « ostéoporose », magánosítás (dérivé de magán « privé ») « privatisation », merevlemez « disque dur », számítógép (litt. « machine à calculer ») « ordinateur », etc. Il y a aussi des doublets emprunt – mot créé, par exemple privatizáció – magánosítás.

###### Sigles et acronymes
En fonction des lettres qui les composent, certains sigles se prononcent comme les mots habituels : MÁV ← Magyar Államvasutak « Chemins de Fer d’État Hongrois », ELTE ← Eötvös Loránd Tudományegyetem « Université de sciences Loránd-Eötvös ». Pour d’autres on prononce les noms des lettres : OTP [oːteːpeː] ← Országos Takarékpénztár « Caisse Nationale d’Épargne », PPKE [peːpeːkaːɛ] ← Pázmány Péter Katolikus Egyetem « Université Catholique Péter-Pázmány ». Il y a aussi des sigles empruntés, par exemple NATO « OTAN ».
Quant aux acronymes, ils peuvent être formés à partir de noms propres mais aussi de noms communs. Dans la première catégorie il y a, par exemple, Malév ← Magyar Légiforgalmi Vállalat « entreprise hongroise de trafic aérien » et Mol ← Magyar Olaj- és Gázipari Rt. « société par actions hongroise d’industrie du pétrole et du gaz ». À partir de mots communs, on a formé gyed ← gyermekgondozási díj litt. « allocation de soins à l’enfant », tébécé « tuberculose », tévé « télé ».
Non seulement les acronymes, mais aussi les sigles se comportent comme les mots habituels, c’est-à-dire ils reçoivent des suffixes grammaticaux et lexicaux : A MÁV-nál dolgozik. « Il/Elle travaille à la MÁV. », A Malévval utazom. « Je voyage avec Malév. », Nézi a tévét. « Il/Elle regarde la télé. »

## Mots hongrois dans d’autres langues
Le lexique du hongrois contient beaucoup de mots empruntés, mais il a été dans une proportion beaucoup moindre une source d’emprunts pour d’autres langues. Sont en cause premièrement les langues voisines. Par exemple, entre 1,43 % et 1,6 % des mots roumains seraient d’origine hongroise. Quelques mots sont entrés dans des langues plus lointaines, mais pas directement dans toutes. Le Petit Robert, version électronique de 1996, fait état de 15 mots qui seraient d’origine hongroise, la plupart dénommant des réalités hongroises. Un exemple en est paprika, utilisé en allemand, en anglais et dans d’autres langues, avec la même graphie qu’en hongrois. Un autre exemple est kocsi. À l’origine, c’est un adjectif dérivé du nom du village de Kocs, en Hongrie, utilisé dans le syntagme kocsi szekér « chariot de Kocs », qui désigne un type de véhicule construit dans cette localité. Le mot s’est répandu dans plusieurs langues, avec des formes adaptées à celles-ci, acquérant dans certaines des nuances de sens différentes de celui de l’étymon :
- allemand : Kutsche « carrosse, calèche, diligence, voiture à cheval » ;
- anglais : coach « calèche, diligence, voiture de train, autocar » ;
- catalan : cotxe « voiture à cheval, voiture automobile, autocar » ;
- espagnol : coche « carrosse, calèche, diligence, voiture à cheval, poussette, voiture automobile, wagon-lits, autocar » ;
- français : « coche » ;
- macédonien : кочија « voiture à cheval, calèche » ;
- néerlandais : koets « carrosse, coche, voiture à cheval, voiture de chemin de fer, corbillard » ;
- polonais : kocz « coche, coupé » ;
- portugais : coche « carrosse » ;
- roumain régional (Banat, Transylvanie) : cocie « chariot, voiture à cheval » ;
- serbe, croate : kočija « chariot, voiture à cheval, calèche » ;
- slovène : kočija « carrosse, coche, voiture à cheval » ;
- tchèque : kočár « calèche, carrosse, voiture à cheval ».

## Sources bibliographiques
- (hu) Gerstner, Károly, « A magyar nyelv szókészlete » [« Lexique du hongrois »], Kiefer, Ferenc (dir.), Magyar nyelv [« Langue hongroise »], Budapest, Akadémiai Kiadó, 2006  (ISBN 963 05 8324 0), Kiefer, Ferenc (dir.), Magyar nyelv [« Langue hongroise »], Budapest, Akadémiai Kiadó, 2006  (ISBN 963 05 8324 0), pp. 437–480
- (hu) Kiefer, Ferenc, « Alaktan » [« Morphologie »], Kiefer, Ferenc (dir.), Magyar nyelv [« Langue hongroise »], Budapest, Akadémiai Kiadó, 2006  (ISBN 963 05 8324 0), pp. 54–79
- (ro) Sala, Marius (dir.), Enciclopedia limbilor romanice [« Encyclopédie des langues romanes »], Bucarest, Editura ştiinţifică şi enciclopedică, 1989,  (ISBN 973-29-0043-1)
- (ro) Sala, Marius (dir.), Vocabularul reprezentativ al limbilor romanice [« Vocabulaire représentatif des langues romanes »], Bucarest, Editura Științifică și Enciclopedică, 1988
- (en) Schulte, Kim, « Loanwords in Romanian », Haspelmath, Martin et Tadmor, Uri (dir.), Loanwords in the World's Languages: A Comparative Handbook [« Emprunts dans les langues du monde. Guide comparatif »], Berlin, De Gruyter Mouton, 2009,  (ISBN 978-311-021843-5), pp. 230–259
- (hu) Zaicz, Gábor (dir.), Etimológiai szótár. Magyar szavak és toldalékok eredete [« Dictionnaire étymologique. Origine des mots et des affixes hongrois »], Budapest, Tinta, 2006,  (ISBN 963-7094-01-6)